# Brabancja Flamandzka
Brabancja Flamandzka (nld. Provincie Vlaams-Brabant, wym. [ˌvla.msˈbra.bɑnt]; fr. Province du Brabant flamand; niem. Provinz Flämisch-Brabant) – prowincja w środkowej Belgii, w Regionie Flamandzkim. Jej stolicą jest miasto Leuven. Zajmuje powierzchnię 2106 km², a zamieszkuje ją 1 173 440 mieszkańców (1 stycznia 2022). Graniczy z prowincjami: Antwerpia, Limburgia, Brabancja Walońska, Hainaut, Liège i Flandria Wschodnia. Otacza też Region Stołeczny Brukseli, który jest jej enklawą. Jest najmłodszą oraz najmniejszą prowincją regionu.
Brabancja Flamandzka powstała 1 stycznia 1995 r. w wyniku podziału dawnej prowincji Brabancja na dwie części wzdłuż granic językowych: niderlandzkojęzyczną Brabancję Flamandzką oraz francuskojęzyczną Brabancję Walońską. Dwujęzyczny Region Stołeczny Brukseli utworzony 12 stycznia 1989 r. nie posiada prowincji.

## Podział administracyjny
Prowincja podzielona jest na dwa okręgi (nl. i fr. Arrondissement, niem. Bezirk), w skład których wchodzi 65 gmin (nld. Gemeente, fr. commune, niem. Gemeinde): 
| Lp. | Nazwa okręgu                   | Powierzchnia km² | Ludność (1 stycznia 2022) | Liczba gmin |
| --- | ------------------------------ | ---------------- | ------------------------- | ----------- |
| 1.  | Halle-Vilvoorde (Hal-Vilvorde) | 942,92           | 655 700                   | 35          |
| 2.  | Leuven (Louvain / Löwen)       | 1163,21          | 517 740                   | 30          |